# Вільхуватська сільська територіальна громада
Вільхуватська сільська громада — територіальна громада в Україні, в Куп'янському районі Харківської області. Адміністративний центр — село Вільхуватка.

## Географія
Площа громади — 384,0 км2, населення громади — 6208 осіб (2020)
Розташована в північно-східній частині Харківської області. Громада межує на півночі та заході з та Росією, на сході - з Вовчанською громадою Чугуївського району, на півдні - з Великобурлуцькою та Дворічанською громадами Куп'янського району Харківської області. Через громаду проходить автошлях Т 2104. Від центру громади села Вільхуватка дорогою до міста Харкова – 119 км, до райцентру міста Куп'янська – 68 км.
Територія громади характеризується рівнинним рельєфом із сільськогосподарськими угіддями, лісовими масивами та пересихаючими струмками. Зокрема, поблизу села Довгеньке розташовані урочища Вільхуватське, Кругле, Довгеньке та Комарі.

## Історія
Утворена 12 червня 2020 року шляхом об'єднання Приколотнянської селищної ради, а також Вільхуватської, Міловської, Рубленської, Федорівської і Чорненської сільських рад Великобурлуцького району Харківської області. 
19 липня 2020 року, в результаті адміністративно - територіальної реформи та ліквідації Великобурлуцького району, громада увійшла до складу Куп'янського району Харківської області

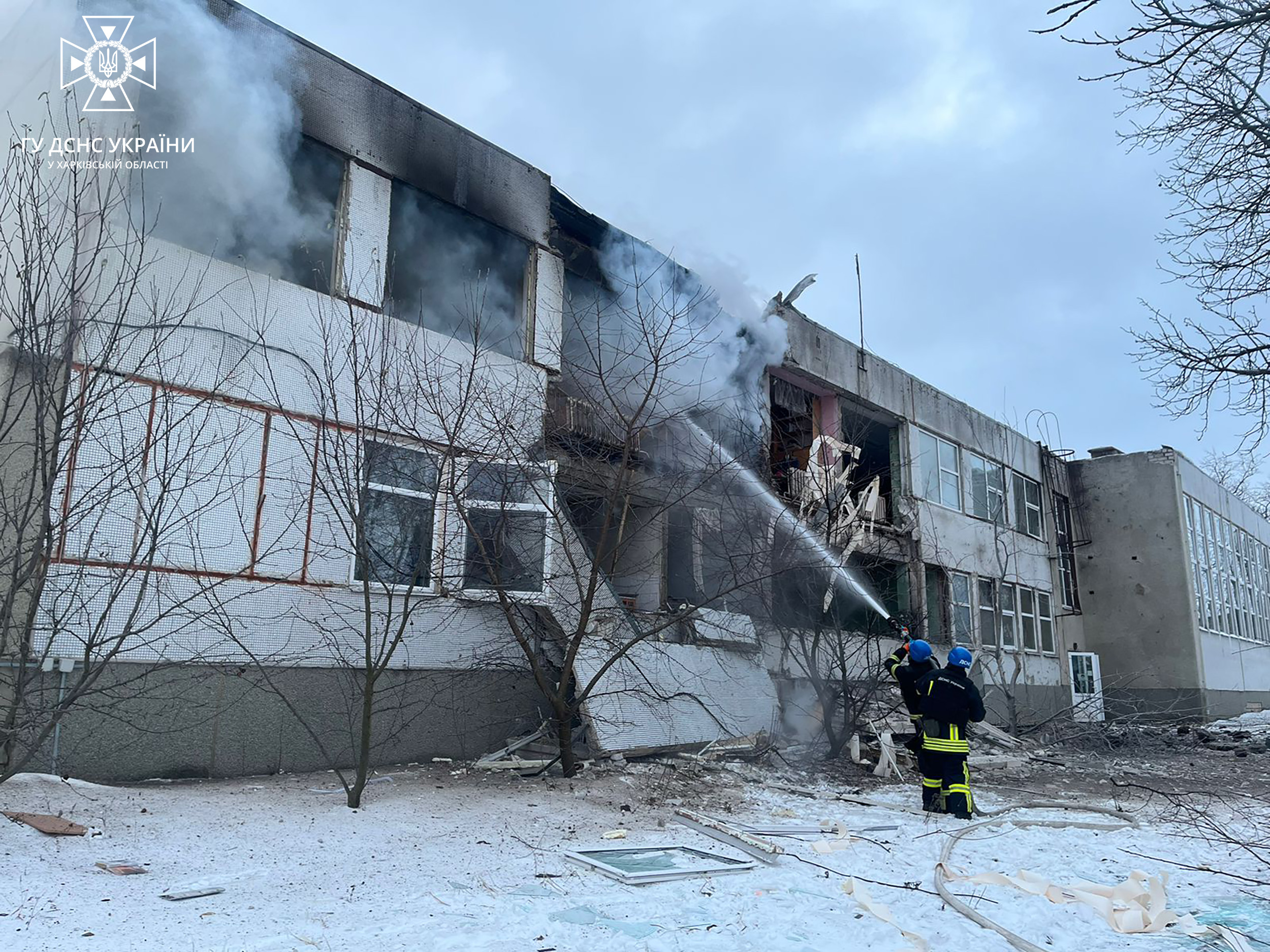
Вільхуватський ліцей після атаки росіян. 2023

25 жовтня 2020 року перші вибори сільської ради та сільського голови Вільхуватської сільської громади відбулися .
На початку повномасштабного вторгнення в лютому 2022 року Вільхуватська громада опинилася під окупацією російських військ.  У вересні 2022 року під час Слобожанського контрнаступу Збройні сили України звільнили територію громади. Після звільнення громада зазнала численних обстрілів.

## Населені пункти
До складу громади входять 4 селища (Курганне, Миколаївка, Приколотне, Федорівка) та. 26 сіл (Вільхуватка, Анищине, Артільне, Березники, Водяне, Гогине, Грачівка, Довгеньке, Довжанка, Зарубинка, Іващине, Комісарове, Крейдянка, Купине, Лобанівка, Мілове, Нефедівка, Озерне, Потихонове, Рублене, Слизневе, Устинівка, Чорне, Чугунівка, Шев'яківка, Широке).

## Об'єкти соціальної сфери
7 шкіл, 2 дитсадочки, 20 закладів культури, 10 фельдшерсько-акушерських пунктів, 2 амбулаторій, поліклінік, 2 станцій швидкої допомоги.

## Транспорт
Через громаду проходить автошлях Т 2104 Харків — Вовчанськ — КПП Чугунівка.
Також залізнична лінія Куп'янськ-Вузловий — Огірцеве зі станцією в громаді в селищі Приколотне.

## Пам'ятки
- Місце командного пункту шостої танкової бригади

- Братські могили радянських воїнів

- Пам'ятник К. Ф. Ольшанському — Герою Радянського Союзу

- Кургани

- Гідрологічний заказник місцевого значення «Малобурлуцький»